# Everett Ruess
Everett Ruess (Oakland, 28 marzo 1914 – scomparso ad Escalante il 20 novembre 1934) è stato un poeta e scrittore statunitense. Dopo aver effettuato esplorazioni in solitaria della Sierra Nevada, della costa della California e dei deserti degli Stati Uniti sud-occidentali, nel 1934 scomparve mentre viaggiava in una remota area dello Utah e il suo corpo non fu mai ritrovato.

## Biografia
Everett Ruess era il più giovane dei due figli di Stella e Christopher Ruess, un ministro Unitariano il cui lavoro faceva spostare la famiglia ogni pochi anni. Il fratello maggiore di Everett, Waldo, nacque il 5 settembre 1909. Un bambino precoce, Everett iniziò a intagliare il legno, modellare con l'argilla e disegnare fin dalla tenera età. A 12 anni scriveva saggi e versi e iniziò un diario letterario che alla fine si trasformò in vari volumi, con pagine che raccontavano i suoi viaggi, pensieri e opere. Nel 1920, la famiglia Ruess viveva a Brookline (Massachusetts), e nel 1930 si trasferirono a Los Angeles. Everett frequentò un corso di scrittura creativa alla Los Angeles High School, ed in seguito vinse un premio di poesia alla Valparaiso High School nell'Indiana. Alla Hollywood High School servì come Segretario-Tesoriere del Tabard Folk, il club letterario della scuola. Quell'anno pubblicò una poesia originale nell'annuario, intitolata "Lonesome". Nel 1931 fu vicepresidente del circolo civico della scuola.

### Viaggi
A partire dal 1931, Ruess viaggiò a cavallo e asino attraverso Arizona, Nuovo Messico, Utah e Colorado, esplorando il deserto dell'Altopiano del Colorado. Ruess esplorò i parchi nazionali di Sequoia e Yosemite e la Sierra Nevada nelle estati del 1930 e del 1933. Nel 1934 lavorò con gli archeologi dell'Università della California vicino a Kayenta, prese parte a una cerimonia religiosa Hopi e imparò la Lingua navajo. Ruess ebbe scarso successo nel cercare di vendere le sue stampe e gli acquerelli per pagarsi il viaggio, e fece affidamento principalmente sul sostegno dei suoi genitori.

### Scomparsa
Il 20 novembre 1934 Ruess partì da solo nel deserto dello Utah, prendendo due asini come animali da soma. Non fu mai più visto. All'inizio del 1934 Ruess aveva detto ai suoi genitori che sarebbe stato irraggiungibile per quasi due mesi, ma, circa tre mesi dopo la sua ultima corrispondenza, iniziarono a ricevere la posta non ritirata dal figlio, e perciò il 7 febbraio 1935 scrissero una lettera all'ufficio postale di Escalante, Utah. Un commissario della contea di Garfield, H. Jennings Allen (il marito della postina di Escalante), lesse la lettera e decise di formare una squadra di ricerca con altri uomini nella zona. Gli asini di Ruess furono trovati vicino al lato nord di Davis Gulch, un canyon del fiume Escalante.
L'unico segno dello stesso Ruess fu un recinto che aveva realizzato nel suo accampamento a Davis Gulch, oltre a un'iscrizione che la squadra di ricerca trovò nelle vicinanze, con le parole "NEMO Nov 1934". Allen riferì della scoperta degli asini e dell'iscrizione ai genitori di Ruess in una lettera datata 8 marzo 1935. Il 15 marzo, dopo aver completato un ultimo tentativo di trovare Ruess nell'altopiano di Kaiparowits, Allen scrisse un'ultima nota alla famiglia dichiarando terminata la ricerca. Ricerche successive che ebbero luogo a fine maggio e giugno 1935 inclusero un'indagine aerea della terra da un'altitudine di 3.700 m., coprendo il terreno da Lee's Ferry a Escalante. A terra, un gruppo di nove cavalieri si unì alla ricerca, ma interruppe i loro sforzi una settimana dopo. Alcuni credono che Ruess possa essere caduto da un dirupo o annegato in un'alluvione improvvisa; altri sospettano che sia stato assassinato.

## Opere
Ruess era noto per realizzare stampe di paesaggi e natura con le tecnica della Linoleografia ed era associato ad Ansel Adams e Dorothea Lange. Le sue stampe mostrano scene della costa della Baia di Monterey, della costa settentrionale della California vicino a Tomales Bay, della Sierra Nevada, dello Utah e dell'Arizona.
Ruess non ha scritto libri durante la sua vita, ma è stato un diarista per tutta la vita e ha inviato a casa centinaia di lettere. I suoi diari e poesie furono pubblicati postumi in due libri, entrambi illustrati con le sue xilografie:
- On Desert Trails del (1940)
- Everett Ruess: Vagabond for Beauty del (1983)

Ruess è scomparso prima che le sue ultime lettere potessero essere inviate da Escalante e il suo diario del 1934 non è mai stato trovato.

## Nella cultura di massa
- Il musicista californiano Dave Alvin ha scritto ed eseguito una canzone su Ruess nell'album Ashgrove.[4]
- Una specie di dinosauro, il Seitaad ruessi del Giurassico inferiore dello Utah, è stata chiamata in onore di Ruess da J.J.W. Sertich e M. Loewen, nel 2010.[5]
- Nel 2012 il chitarrista, cantante, cantautore, romanziere e pittore Dan Bern ha pubblicato un disco di 15 canzoni, chiamato Wilderness Song, adattato dalle lettere, dai saggi e dalle poesie di Ruess. Queste canzoni sono anche la colonna sonora del film documentario Everett Ruess Wilderness Song (2013), prodotto da Jonathan Demme e diretto da Lindsay Jaeger.
- La storia di Ruess, insieme a quella di Christopher McCandless, è stata raccontata nel libro di Jon Krakauer del 1996 Nelle terre estreme (Into the Wild).
- È menzionato nel libro Desert Solitaire di Edward Abbey del 1968.
- Wallace Stegner nel suo libro del 1942, Mormon Country, dedica un intero capitolo, "Artist in Residence...", ai viaggi ed alla scomparsa di Ruess nello Utah meridionale.